# Врати на Рая
Вратите на Рая (на италиански: Porta del Paradiso) се наричат източните порти на баптистерия „Сан Джовани Батиста“ („Свети Йоан Кръстител“) във Флоренция.
Те са изработени от ренесансовия скулптор и ювелир Лоренцо Гиберти и неговите помощници в периода 1425 – 1452 г. по поръчка на настоятелството на флорентинската катедрала „Санта Мария дел Фиоре“.
Вратите се състоят от 2 крила, на всяко от които има по 5 релефа, изработени от позлатен бронз. На тях са представени библейски сюжети, почерпани от „Стария завет“. Композициите са с квадратна форма и размери 79×79 cm. На всяка са изобразени по около сто фигури. Повечето библейски сюжет са представени с по няколко сцени, поместени в рамките на една композиция – похват характерен за средновековното изкуство.
Бронзовата рамката на вратите също е богато декорирана с „листа, птици и малки животни“ – по собствените думи на Гиберти. Сред тях, в малки ниши, са разположени 24 статуетки на библейски персонажи и 24 кръгли медальона със скулптрирани човешки глави. Между последните са и портретите на Лоренцо Гиберти и синът му Виторио.
Скулпторът ползва постиженията на линейната перспектива за да придаде усещане за пространственост. Фигурите и предметите на преден план са изобразени орелефно. Колкото по-назад са разположени те, в толкова по-нисък релеф са изработени. На места е използвано единствено гравиране на детайлите върху плоската повърхност на паното. Успешното изпълнение на толкова сложни релефи е възможно само при съвършено владеене на техниката на бронзолеене. Отливането и почистването от шлаката на релефите от „Вратите на Рая“ отнема около 11 години.
Художественият подход на Гиберти при изработката на „Вратите на рая“ не е така тясно свързан с готическото изкуство, колкото при създадените също от него Северни врати. Смята се, че Източните врати е произведение, в което ренесансовият мироглед се налага над готиката.
| №  | Композиция                              | Сцени |
| -- | --------------------------------------- | --- |
| 1  | „Сътворението на Адам и Ева“            | „Сътворение“, „Адам и Ева“, „Грехопадение“, „Изгонване от Рая“. |
| 2  | „Историята на Каин и Авел“              | „Каин и Авел се трудят“, „Жертвоприношенията на Каин и Авел“, „Каин убива Авел“, „Бог проклина Каин“.                                                                |
| 3  | „Историята на Ной“                      | „Ной със семейството си“, „Напускане на Ноевия ковчег“, „Жертвоприношение на Ной“, „Пиянството на Ной“.                                                              |
| 4  | „Историята на Авраам“                   | „Ангелът се явява на Авраам“, „Жертвоприношението на Авраам“. |
| 5  | „Историята на Исав и Иаков“             | „Раждането на Исав и Иаков“, „Исав отстъпва правото си на първородство на Иаков“, „Исак праща Исав на лов“, „Ревека дава съвет на Иаков“, „Иаков извършва измамата“. |
| 6  | „Историята на Йосиф и Вениамин“         | „Братята на Йосиф го продават на търговците“, „Откриване на златната чаша сред вещите на Вениамин“, „Йосиф се разкрива пред братята си“.                             |
| 7  | „Историята на Мойсей“                   | „Мойсей получава скрижалите на Синайската планина“ |
| 8  | „Историята на Исус Навин“               | „Народът на Изрил преминава река Йордан“, „Превземане на Йерихон“.                                                                                                   |
| 9  | „Историята на Давид и Саул“             | „Сражение с филистимците“, „Давид убива Голиат“. |
| 10 | „Сватбата на Соломон и Савската царица“ | „Соломон се венчава за Савската царица“. |

## Програма
В автобиографията си „Коментари“ Гиберти твърди, че се е ползвал с пълна свобода при работата си по „Вратите на Рая“. Според изследователите му, скулпторът се е придържал към иконографска програма, при това изработена не от него а от богослов и познавач на раннохристиянските писатели. Подборът на сцените и начинът на тяхното разположение не е случаен и съдържа в себе си скрит смисъл. Като възможни автори на програмата се сочат канцлерът на Флорентинската република Леонардо Бруни и хуманистите Николо Николи и Амброджо Траверсари.
Програмата на Бруни е запазена. Предвижда 28 сцени от „Стария завет“ и 8 изображения на пророци. Тя е отхвърлена поради възражения от страна на Николи и Траверсани. На практика не е известно, чия програма е залегнала в окончателния вариант. Изследователят на Гиберти Рихард Краутхаймер е склонен да смята, че авторът е Амброджо Траверсани, без да се ангажира с категорична оценка.
Тълкуванията на възможния скрит смисъл на релефите са най-разнообразни. Ето някои от хипотезите:
1. прокарване на паралели между „Стария“ и „Новия завет“ и предчувствието за идването на Месията;
2. възхвала на акта на кръщенето;
3. архитектурата като израз на прогреса на човечеството.

В релефите на Лоренцо Гиберти има многобройни и детайлно изобразени сгради, които стават все по-сложни с развитието на сюжетите. Понякога във вниманието на Гиберти към архитектурния фон се търси полемика с неговия колега и съперник Филипо Брунелески. Тази хипотеза представлява интерес с нерелигиозната си трактовка.
Изказано е предположение, че в сюжета „Сватбата на Соломон и Савската царица“ се крие мотивът „Сватбата на Христос и Еклезия (Църквата)“ или идеята за помирение и единение на Източноправославната и Католическата църква, актуална по това време. На втората хипотеза би могло да се възрази, че релефът е завършен преди Фераро-Флорентинския събор от 1438 – 1439 г.
Ноевият ковчег в „Историята на Ной“ е представен като правилна четиристенна пирамида, както е описан от Ориген. Този начин на изобразяването му е рядко срещан в изкуството. Предполагаемо познавач на патристичната литература е осведомил Гиберти за него.
Според Джорджо Вазари, когато Микеланджело Буанароти видял Източните врати на флорентинсия баптистерий, заявил: „Те са толкова прекрасни, че са достойни да бъдат врати на Рая“. С името „Врати на Рая“ те влизат в историята на изкуството. След реставрация, при която е премахната натрупалата се през вековете патина, релефите се съхраняват в музея към катедралата „Санта Мария дел Фиоре“. На тяхно място в Източните вратати на баптистерия са поставени техни точни копия.

## Галерия
- „Историята на Исус Навин“
- „Историята на Давид и Саул“
- „Сватбата на Соломон и Савската царица“
- „Историята на Исав и Иаков“, оригиналното пано от музея
- Част от вратите с указан автопортрета на Гиберти
- Портретни изображения на Лоренцо Гиберти (ляво) и Виторио (дясно)
- Библейски персонажи от рамката на „Вратите на Рая“